# چاپگر

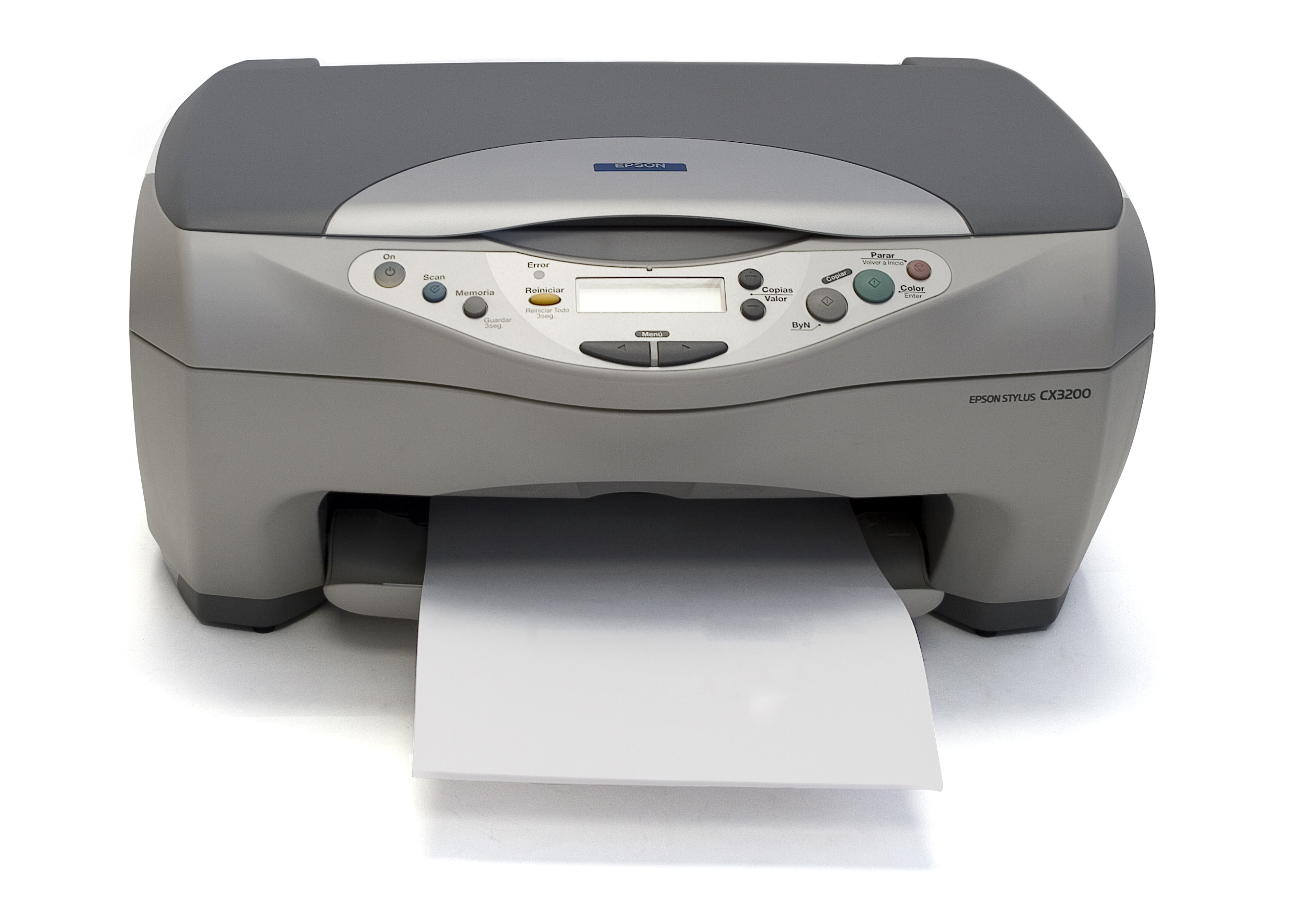
یک چاپگر جوهرافشان

چاپگر یا پرینتر (به انگلیسی: Printer) یک دستگاه جانبی است که متن یا تصویر ایجادشده به وسیلهٔ رایانه را به عنوان دستگاه خروجی بر روی کاغذ (یا رسانهٔ مشابه دیگری) چاپ می‌کند.
انواع چاپگرهای دوبعدی عبارت‌اند از چاپگر ماتریس سوزنی، چاپگر لیزری، چاپگر جوهرافشان، فیش پرینتر حرارتی، پرینتر لیبل زن، پرینترکارت PVC و جت پرینتر.
چاپگرها با توجه به کاربردی که دارند یکی از ماشین‌های اداری مورد نیاز هر شرکت، اداره و حتی خانه محسوب می‌شوند. با توجه به گونه کاربری این تجهیزات، انواع متفاوتی از نظر خروجی رنگ چاپی و سازوکار چاپ طراحی و تولید شده‌اند. منبع تأمین رنگ در چاپگرها، قطعه ای به نام کارتریج (به انگلیسی: Cartridge) است که بسته به نوع چاپگر می تواند جوهر یا پودری به نام تونر را در خود جای دهد و در مکانیزمی خاص توسط چاپگر روی کاغذ منتقل شود.

## ریشه‌شناسی
به عمل چاپ کردن در زبان انگلیسی پرینت (به انگلیسی: Print) می‌گویند.

## انواع
چاپگرها انواع مختلفی دارند که به دو دسته کلی تقسیم می‌شوند:

### چاپگرهای دوبعدی
چاپگرهای دو بعدی برای چاپ متن و گرافیک روی کاغذ استفاده می شوند.

### چاپگرهای سه‌بعدی
چاپگرهای سه بعدی برای ایجاد اجسام فیزیکی سه بعدی استفاده می شوند. چاپگری که با استفاده از آن می‌توان به‌جای چاپ بر روی کاغذ، حجم‌های سه‌بعدی را چاپ کرد. مواد اولیهٔ مورد استفاده در چاپگر سه‌بعدی مواد نیمه‌جامد می‌باشد. منظور از چاپگر سه‌بعدی فرایند ساخت یک شیء سه‌بعدی از یک فایل دیجیتالی است.
انواع چاپگر دو بعدی بر اساس نوع کاربرد و تکنولوژی چاپ به دسته های زیر تقسیم می‌شوند:

### چاپگر جوهر افشان

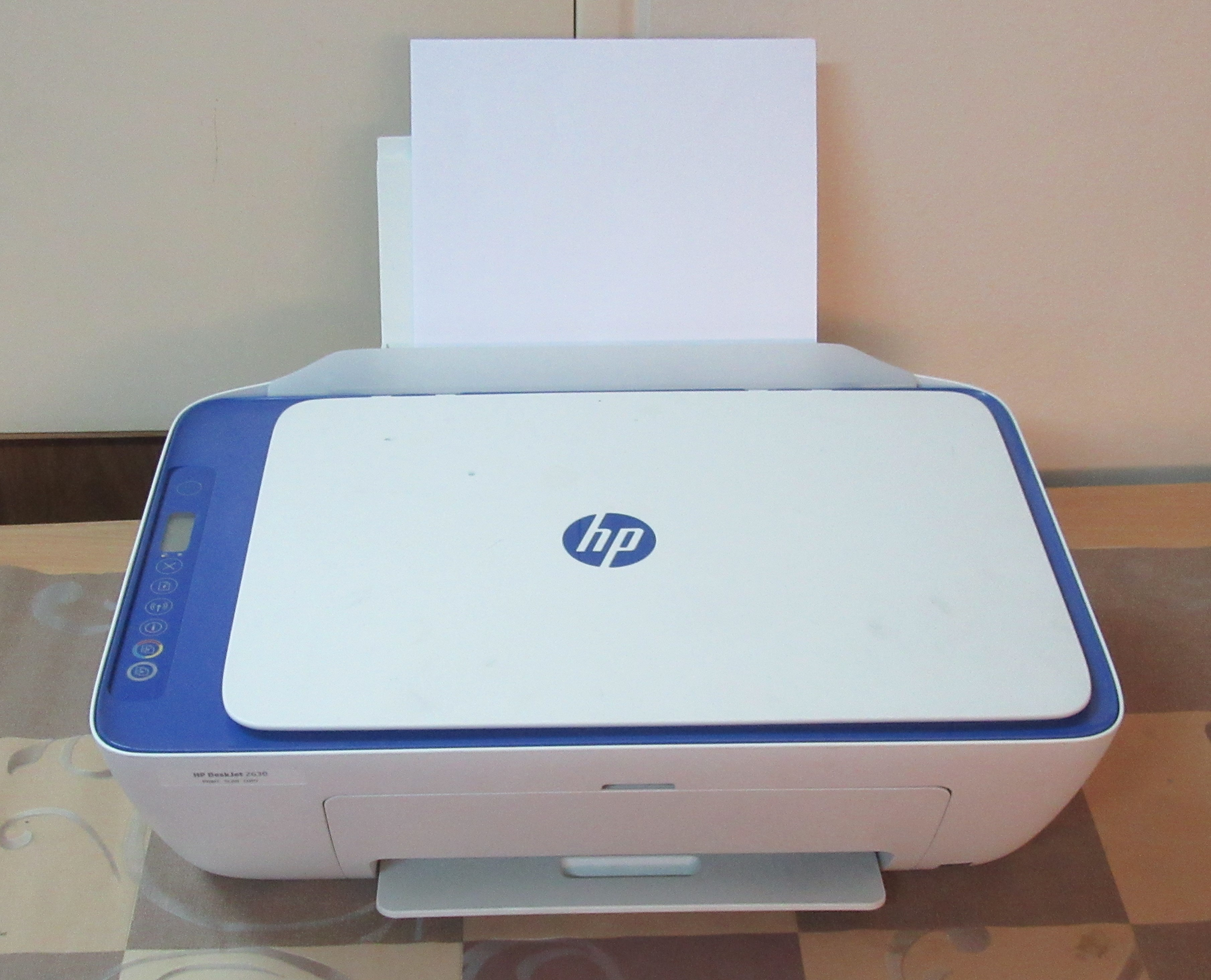
HP Deskjet All in One Inkjet Printer

چاپگری که با پاشیدن قطرات بسیار ریز جوهر با استفاده از صفحات مغناطیسی روی کاغذ، بر روی کاغذ نقش ایجاد می‌کند. چاپگرهای جوهرافشان رایج‌ترین گونه چاپگر برای مصارف خانگی و اداری محسوب می‌شوند. نام مخزن جوهر این چاپگرها کاتریج است ولی در برخی مدل‌های با کارکرد بالا برای مقرون‌به‌صرفه بودن مصرف جوهر از مخزنهای به اصطلاح تانکی برای نگهداری جوهر استفاده می شود که شارژ جوهر در آنها بسیار آسان‌تر است. نگهداری از آن نیازمند دقت بالاست و اگر برای مدت طولانی مورد استفاده قرار نگیرد ممکن است هد دستگاه خشک شده و دیگر قابل استفاده نباشد. چاپگرهای جوهرافشان توانایی تولید خروجی با کیفیت بالا را دارند، سریع هستند و گرم نمی شوند. به همین خاطر بیشتر در دنیای گرافیک و عکاسی از این چاپگرها استفاده می شود.

### چاپگر تصعید رنگ

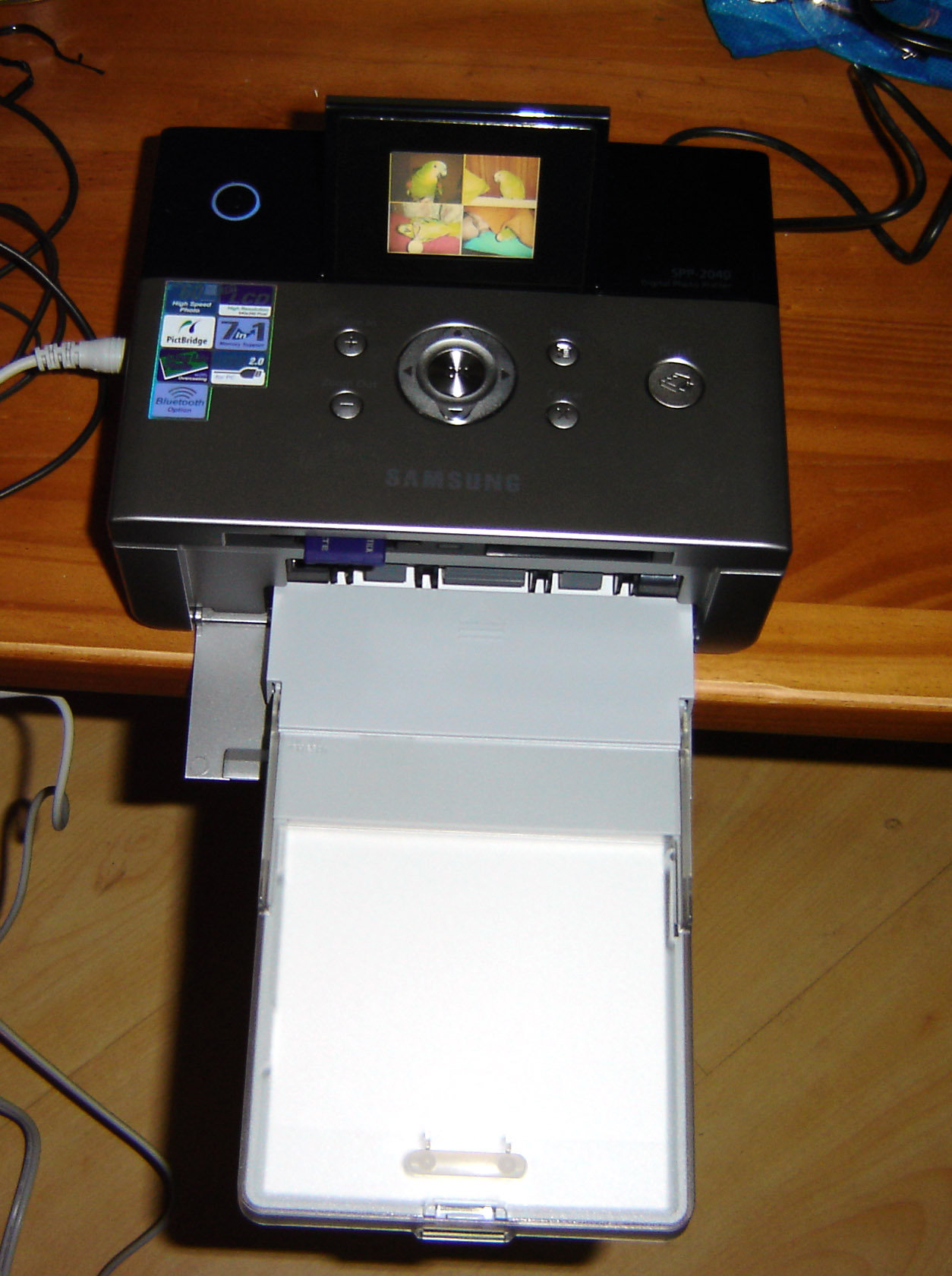
سامسونگ SPP-2040اغلب

چاپ سابلیمیشن روشی برای چاپ روی اجسام و مواد مختلف است که در آن از جوهر های حساس به حرارت استفاده می شود. این جوهر ها تحت تاثیر گرما به گاز تبدیل شده و با یک سطح که از پلی استر می باشد ترکیب می شود. و پس از سرد شدن رنگ ثابت می‌شود.

### چاپگر ماتریس سوزنی
چاپگری که در آن حرف یا نماد، به صورت ماتریسی از نقاط است و توسط ضربات سوزن‌های باریکی بر روی یک نوار حاوی جوهر (نسبتاً خشک) و در نهایت بر روی کاغذ شکل می‌گیرد. چاپگرهای سوزنی صدای بالا و کیفیت پایینی دارند. از سوی دیگر، چاپگرهای سوزنی معمولاً قیمت ارزانی دارند.
از کاربردهای اصلی چاپگرهای سوزنی می‌تواند به چاپ انواع چک، صدور انواع فاکتورهای رسمی و چندنسخه‌ای، چاپ روی دفترچه، چاپ نسخه‌ها، چاپ بلیط قطار یا هواپیما و… نام برد.
علت استفاده از چاپگرهای سوزنی برای چاپ چک این است که این گونه چاپگرها برای چاپ تصاویر اصلاً مناسب نیستند و با توجه به پیشرفت فناوری، استفاده از چاپگرهای سوزنی تا حدود زیادی محدود شده‌است.

### چاپگر لیزری
اولین بار در دهه ۱۹۶۰ توسط کمپانی زیراکس تولید شد. چاپگرهای لیزری هنوز به طور گسترده در دفاتر بزرگ مورد استفاده قرار می گیرند. این پرینترها بخاطر سرعت چاپ بالا و کیفیت بیشتر، بهره وری بیشتری دارند.
چاپگری که در آن از پرتوهای لیزر برای نشاندن جوهر بر روی کاغذ استفاده می‌گردد. چاپگرهای لیزری نیز خود به دو دسته رنگی و سیاه سفید تقسیم می‌شوند. چاپگرهای لیزری سیاه سفید بیشتر برای چاپ متن به کار می‌روند، اما از چاپگرهای لیزری رنگی برای چاپ متون و اسناد رنگی استفاده می‌شود، ولی این چاپگرها برای چاپ عکس زیاد مناسب نیستند جون هزینهٔ شارژ مجدد یا تعویض کارتریج آن بالا می‌باشد.

### چاپگر خطی
چاپگری که در آن اطلاعات و نوشته‌های یک سطر یکجا چاپ می‌شود. صاحب تکنولوژی پرینترهای خطی ، کمپانی تالی جنیکام می باشد.

### چاپگر حرارتی
چاپگری که با ایجاد گرما روی کاغذهای مخصوص و ریبون متن مورد نظر را چاپ می‌کند. این گونه چاپگرها سرعت بالا و هزینهٔ چاپی کمی دارند و برای صدور انواع فیش و فاکتور مناسب می‌باشند. چاپگرهای حرارتی بر اساس نوع کاربرد به دو نوع  چاپگر فیش و چاپگر لیبل تقسیم می‌شوند.
بسیاری از افراد هنگام خرید یا جستجو برای چاپ کارت‌های شناسایی یا کارت‌های گارانتی با واژه‌هایی مانند "چاپگر حرارتی" یا "پرینتر کارت PVC" مواجه می‌شوند و تصور می‌کنند این دو دستگاه عملکرد و کاربرد مشابهی دارند. در حالی‌ که هرچند هر دو از فناوری چاپ حرارتی بهره می‌برند، اما در عمل تفاوت‌های مهم و کاربردی میان آن‌ها وجود دارد که دانستن آن برای انتخاب درست ضروری است.

### تفاوت چاپگر حرارتی با پرینتر چاپ کارت PVC
چاپگر حرارتی معمولاً برای چاپ روی کاغذهای خاصی به نام رول‌های حرارتی یا لیبل‌های حرارتی به کار می‌رود. این نوع چاپگرها عمدتاً در فروشگاه‌ها، انبارها، سیستم‌های توزیع و مدیریت کالا استفاده می‌شوند و خروجی آن‌ها شامل رسید، فاکتور، برچسب قیمت یا بارکد است. تکنولوژی این دستگاه‌ها به دو صورت رایج استفاده می‌شود: یا مستقیماً با حرارت روی سطح کاغذ حساس اثر می‌گذارند و تصویر را ایجاد می‌کنند، یا با انتقال حرارت از طریق ریبون مخصوص، رنگ را به سطح لیبل منتقل می‌کنند. در هر دو حالت، دستگاه برای چاپ روی سطوح پلاستیکی مانند کارت‌های PVC مناسب نیست.
در مقابل، پرینتر کارت PVC به‌طور اختصاصی برای چاپ روی کارت‌های پلاستیکی طراحی شده است. این دستگاه‌ها قابلیت چاپ رنگی یا مونوکروم روی کارت‌های شناسایی، کارت پرسنلی، کارت عضویت، گارانتی، کارت دانش‌آموزی یا کارت‌های هوشمند را دارند. فرآیند چاپ در این نوع پرینترها معمولاً با استفاده از ریبون‌های رنگی و با تکنولوژی‌هایی مانند Dye Sublimation یا Retransfer انجام می‌شود که وضوح و کیفیت بالایی را ارائه می‌دهد. همچنین طراحی آن‌ها به گونه‌ای است که کارت‌ها را به صورت تکی وارد کرده و با دقت روی سطح صاف PVC چاپ می‌کنند.
در نتیجه، اگر هدف شما چاپ روی کاغذ یا لیبل است، چاپگر حرارتی انتخاب مناسبی خواهد بود. اما اگر قصد چاپ مستقیم روی کارت‌های پلاستیکی دارید، به پرینتر کارت PVC  نیاز خواهید داشت. انتخاب اشتباه ممکن است نه تنها نتیجه‌ای مطلوب نداشته باشد، بلکه به دستگاه یا مواد مصرفی نیز آسیب برساند. بنابراین آشنایی با تفاوت این دو دستگاه، نقش مهمی در تصمیم‌گیری صحیح و صرفه‌جویی در هزینه‌ها دارد.

### چاپگر جت یا جت‌چاپگر صنعتی
چاپگری برای مصارف صنعتی است؛ و در مدل‌های چاپگرهای جت دستی و چاپگر جت خودکار ارائه می‌شوند.

### رنگ‌ها

#### سیاه و سفید رنگ
این گونه چاپگرها فقط دارای رنگ مشکی می‌باشند، برای چاپ عکس زیاد مناسب نیستند و بیشتر از آن‌ها برای چاپ اسناد و مدارک، مقاله و نمودار استفاده می‌شود.

#### رنگی
این گونه چاپگرها علاوه‌بر کارایی‌های چاپگرهای سیاه و سفید، دارای رنگ‌های بیشتری هستند و همچنین برای چاپ عکس در هر اندازه‌ای مناسب می‌باشند.

## بخش‌ها
به‌طور کلی می‌توان اجزای تشکیل دهنده یک چاپگر امروزی را به بخش‌های مکانیکی و بخش‌های الکترونیکی تقسیم کرد. در واقع در پرینترهای امروزی فرمان صادر شده توسط کامپیوتر یا تلفن‌های همراه و سایر وسایل دارای نرم‌افزار سازگار با چاپگر، به بخش الکترونیکی صادر شده و این بخش پس از تجزیه و تحلیل فرامین صادره دستور لازم را به سایر بخش‌ها منتقل می‌کند تا متن یا تصویر مورد نظر بر روی کاغذ یا هر بستر مناسب دیگری چاپ شود.

### بخش‌های الکترونیکی
اگر بخواهیم به مهمترین قطعات الکترونیکی یک چاپگر اشاره کنیم، باید بگوییم که چاپگر با استفاده از یک کابل شامل یکی از موارد زیر:
- کابل یو اس بی
- کابل سریال
- کابل شبکه

و یا با استفاده از تکنولوژی وای فای و وای‌فای دایرکت با مودم یا مستقیم به دستگاه‌های مربوطه متصل می‌شود. فارغ از نحوه اتصال، داده‌های ارسال شده از طریق رایانه یا تلفن همراه به پرینتر پس از دریافت در رم دستگاه چاپگر ذخیره شده و به وسیله بخشی به نام فرمتر تحلیل می‌شوند. این بخش پس از تجزیه تحلیل این فرامین، دستورهای لازم را به بخش‌های مکانیکی منتقل می‌کنند.

### بخش‌های مکانیکی پرینتر
پس از صدور دستورهای لازم توسط فرمتر بخشی به نام پیک آپ، که وظیفه ورود کاغذ به دستگاه را دارد، با حرکت به سمت پایین و چرخش، یک برگ کاغذ را از داخل سینی محفظه کاغذ به داخل پرینتر هدایت می‌کند. در این بخش بسته به نوع تکنولوژی چاپ، متن یا به وسیله لیزر یا نازل بر روی درام حک شده و به کاغذ منتقل می‌شود یا دستگاه به صورت خطی یا ماتریسی، مکان مورد نظر در روی کاغذ را تشخیص داده و متن را بر روی کاغذ چاپ می‌کند.

## تغذیه اتوماتیک اسناد
بیشتر این محصولات علاوه بر آن به یک تغذیه اتوماتیک اسناد (ADF) برای تغذیه اسناد اصلی دو طرفه به اسکنر نیز مجهز هستند. از بسیاری جهات، آدی‌اف های خودکار دو طرفه نسبت به پرینترهای دو طرفه اتوماتیک، راحتی بیشتر و صرفه جویی بیشتری به ارمغان می‌آورند.

### دوطرفه
ابتدا یک طرف سند مورد نظر توسط اسکنر دستگاه اسکن گرفته می‌شود و سپس دستگاه به صورت خودکار کاغذ را پشت و رو کرده و طرف دیگر سند را نیز اسکن می‌کند، که این قابلیتی درخور و بسیار مفید است چرا که گرفتن اسکن دورو به صورت خودکار باعث صرفه جویی بالایی در وقت و زمان شما می‌شود، اصطلاحاً به این قابلیت در پرینترهای چندکاره آدی‌اف دوطرفه گفته می‌شود.

### یک طرفه
حال اگر آدی‌اف دستگاه پرینتر چندکاره فقط قادر به اسکن یک رو باشد، یا فقط بتواند از اسناد کپی یک طرفه بگیرد، در این صورت به آن آدی‌اف یک طرفه گفته می‌شود.